# Hiaat (geologie)

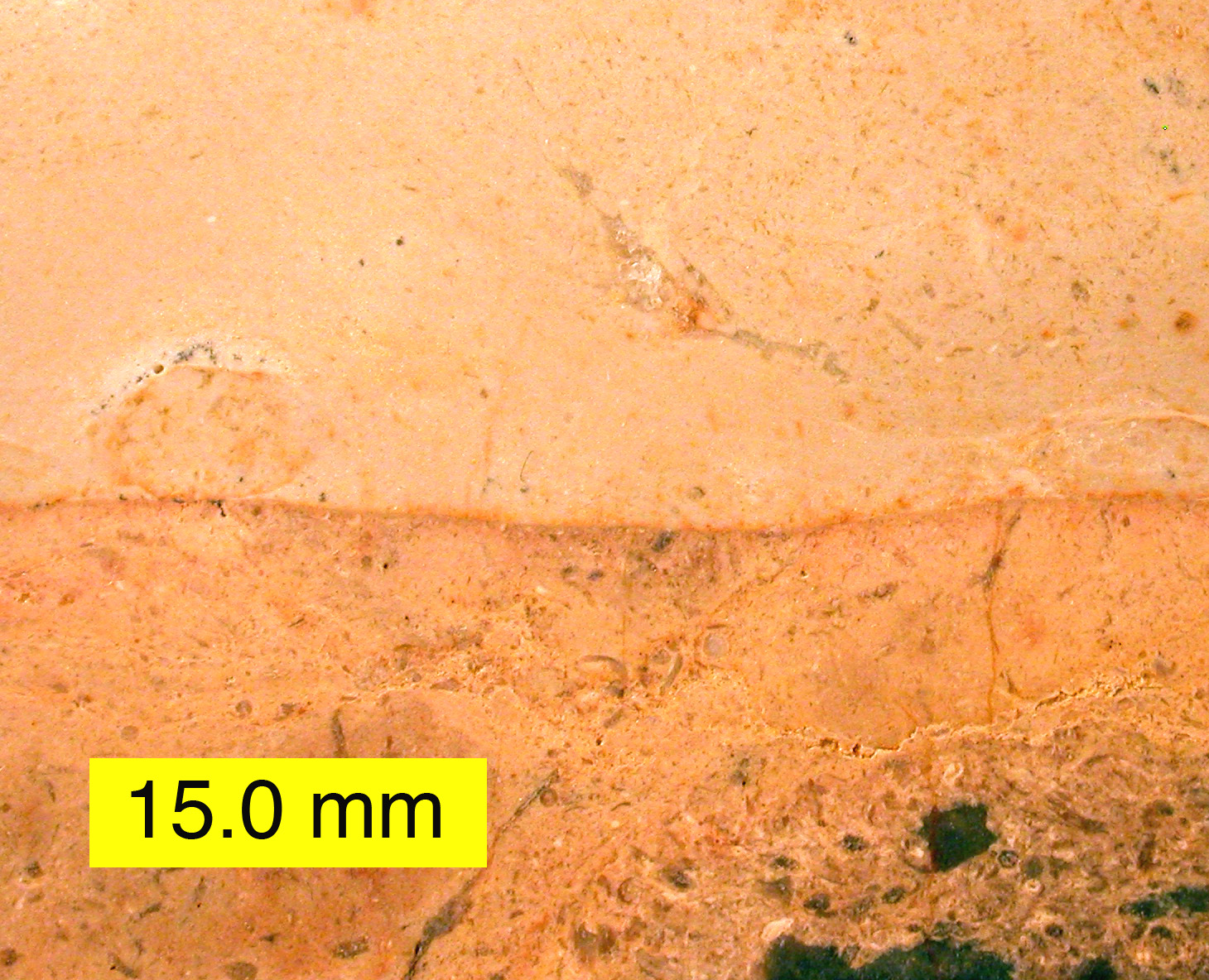
Discordantie tussen de Edwards Formatie (Onder Krijt) en daaronder een kalksteen uit het Onder Perm (Texas). Het hiaat omvat ongeveer 165 miljoen jaar (Ma).

Een hiaat (Engels: hiatus) is in de geologie (meer precies in het geologisch vakgebied dat de ouderdom van opeenvolgingen van gesteentelagen bestudeert, de chronostratigrafie) een tijdsinterval waaruit geen sediment bewaard is, te herkennen als een discordantie tussen gesteentelagen.
Hiaten in gesteentelagen ontstaan als het sediment uit het betreffende tijdsinterval verdwenen is door erosie, of als in het betreffende tijdsinterval geen sedimentatie heeft plaatsgevonden. Een voorbeeld van een hiaat is een diasteem; een kort hiaat in de opeenvolging van gesteentelagen die afgezet zijn door de zee, vaak door relatieve rijzing of daling van het landschap of de zee.